# Відчуження (психологія)
Відчу́ження — це психологічний захист у формі ізоляції, відособлення всередині свідомості особливих зон, які пов'язані з травматичними чинниками. У разі виникнення розщеплення, дисоціації мислення людини (за локальними суб'єктивними оцінками) стає відчуженим. При цьому деякі сукупності подій людина сприймає окремо, а зв'язки між ними не актуалізує і тому не аналізує. Тоді те, що відбувається сьогодні, неможливо зіставити з тим, що було вчора. З цього опису видно, що ізоляція провокує розпад звичайного функціонування свідомості: її єдність подрібнюється. Виникають ніби окремі відособлені свідомості, кожна з яких може володіти власним сприйняттям, пам'яттю, установками. У разі такої дисоціації психіки здатність пересуватися з однієї ізольованої зони в іншу зберігається і, перебуваючи в одній з них, людина може спостерігати за самою собою з позиції іншої, тобто ніби з боку. Відчуження здійснює захист людини шляхом усунення «Я» від тієї своєї частини, яка провокує нестерпні переживання.

## Відчуження під час бойових дій
Є єдною з психологічних здатностей що напрацьовуються під час бойового злагодження до бойових дій. У разі повернення до цивільного життя поступово втрачається що, під час «перехідного періоду», може призвести до короткочасного емоційного сплеску.